# Джорджтаун (Мен)
Джорджтаун (англ. Georgetown) — місто (англ. town) в США, в окрузі Саґадагок штату Мен. Населення — 1058 осіб (2020).

## Демографія
Згідно з переписом 2010 року, у місті мешкали 1042 особи в 469 домогосподарствах у складі 298 родин. Було 1044 помешкання
Расовий склад населення:
| - 97,1 % — білих - 0,8 % — азіатів - 0,4 % — чорних або афроамериканців - 0,1 % — корінних американців |

До двох чи більше рас належало 1,4 %. Частка іспаномовних становила 0,7 % від усіх жителів.
За віковим діапазоном населення розподілялося таким чином: 18,6 % — особи молодші 18 років, 61,1 % — особи у віці 18—64 років, 20,3 % — особи у віці 65 років та старші. Медіана віку мешканця становила 49,6 року. На 100 осіб жіночої статі у місті припадало 100,4 чоловіків;  на 100 жінок у віці від 18 років та старших — 98,1 чоловіків також старших 18 років.
Середній дохід на одне домашнє господарство  становив 82 975 доларів США (медіана — 60 417), а середній дохід на одну сім'ю — 93 650 доларів (медіана — 71 042). Медіана доходів становила 47 857 доларів для чоловіків та 40 833 долари для жінок. За межею бідності перебувало 8,6 % осіб, у тому числі 30,5 % дітей у віці до 18 років та 2,7 % осіб у віці 65 років та старших.
Цивільне працевлаштоване населення становило 364 особи. Основні галузі зайнятості: освіта, охорона здоров'я та соціальна допомога — 27,5 %, мистецтво, розваги та відпочинок — 11,3 %, виробництво — 10,2 %.